# Fender Nocaster

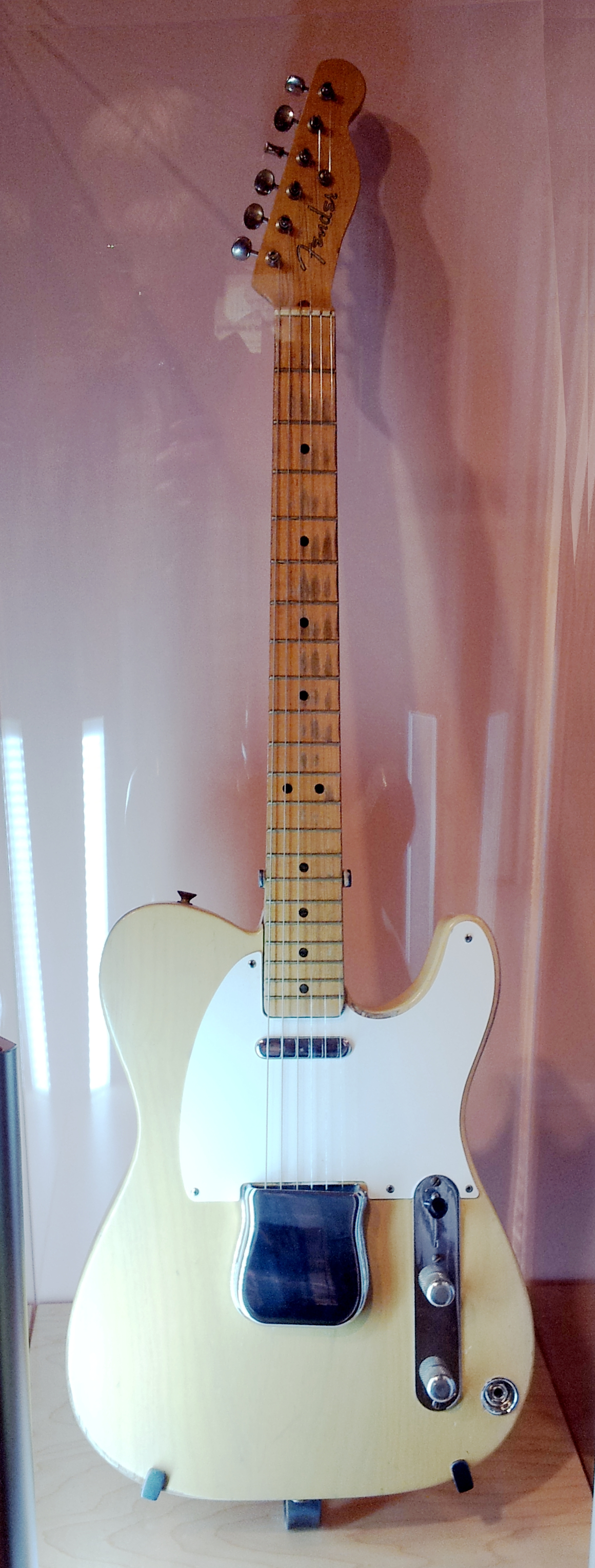
Fender Nocaster från 1951

Elgitarren Fender Nocaster var en kortlivad variant av vad som idag kallas Fender Telecaster.
Leo Fender lanserade 1951 två modeller av elektriska gitarrer med solid kropp, Fender Esquire med en pickup och Fender Broadcaster med två pickuper. Efter en stämning från Gretsch som redan sålde en serie trummor under namnet "broadkaster" var dock Fender tvungna att byta namn på sin Broadcaster. Innan Fender kommit på ett nytt namn och hunnit trycka upp nya dekaler tillverkades ett antal gitarrer med enbart företagsnamnet - modellnamnet klipptes helt enkelt bort i fabriken. Relativt snart döptes modellen officiellt om till "Telecaster" och så har den hetat sedan dess.
Namnet "nocaster" användes först av samlare för att beteckna de gitarrer som producerades utan modellnamn i mellantiden. Eftersom dessa bara tillverkades under en mycket kort period och innan fendergitarrerna blivit så populära som de är idag tillverkades endast ett litet antal nocasters, inte fler än sextio, och de är idag mycket åtråvärda samlarobjekt.
Senare har Fender registrerat namnet nocaster som varumärke för att använda på modernare replikor av sin berömda raritet. Dessa kopior är mycket trogna originalet och är bland annat utrustad med originalets elektriska dragning vilket innefattar en ovanlig tonkontroll. I dessa gitarrer finns ingen egentlig tonkontroll, men man kan med en omkopplare välja mellan olika blandning av hals och stallpickupens signal vilket ger olika ton.
Huvudet är mindre och annorlunda format än på stratocastern och andra Fendermodeller eftersom de redan tillverkade huvudena med "broadcaster"-tryck sågades om så att de kunde återanvändas på telecastermodellen och därigenom minska spillet. Denna huvudform används fortfarande på telecastermodellen.